# Липники (Житомирская область)
Ли́пники (укр. Липники) — село в Лугинском районе Житомирской области Украины.

## История
Основано в 1648 году.
Являлось селом Норинской волости Овручского уезда Волынской губернии Российской империи.
Население по переписи 2001 года составляло 1643 человека.
Здесь находится спиртзавод.

## Адрес местного совета
11320, Житомирская область, Лугинский р-н, с. Липники, ул. Небесной сотни 1